# ۱۶ شلیاق
۱۶ شلیاق یک ستاره است که در صورت فلکی شلیاق قرار دارد.